# غزو الولايات المتحدة الأمريكية لبنما
```
استمر 
غزو الولايات المتحدة لبنما
 -المدعوة أيضًا باسم 
عملية القضية العادلة
- لمدة أكثر من شهر بين منتصف ديسمبر عام 1989 وأواخر يناير عام 1990. حدث هذا الاحتلال خلال فترة حكم الرئيس الأمريكي 
جورج بوش الأب
 وبعد عشر سنوات من تصديق اتفاقيات توريخوس-كارتر لنقل ملكية 
قناة بنما
 من 
الولايات المتحدة
 إلى 
بنما
 بحلول الأول من يناير عام 2000. خلال الاحتلال، أطيح بمانويل نورييغا القائد الفعلي والجنرال والدكتاتور البنمي، والذي عمل لوقت طويل مع وكالة المخابرات المركزية الأمريكية (سي آي إيه) بتهمة الابتزاز المالي وتهريب المخدرات. بعد هذه العملية، انحلت قوات الدفاع البنمية وأدى غييرمو إندارا قسم الرئاسة.
```

## خلفية تاريخية
حافظت الولايات المتحدة الأمريكية على العديد من القواعد العسكرية وتحصينات هامة خلال منطقة القناة من أجل حماية قناة بنما ذات الملكية الأمريكية وتثبيت السيطرة الأمريكية على هذه المنطقة الهامة استراتيجيًا. في السابع من سبتمبر عام 1977، وقع كل من الرئيس الأمريكي جيمي كارتر والزعيم البنمي الجنرال عمر توريخوس اتفاقيات توريخوس-كارتر، والتي حركت عملية تسليم قناة بنما إلى السيطرة البنمية بحلول عام 2000. بالرغم من أن تسليم القناة إلى بنما كان مقررًا، بقيت القواعد العسكرية ووُضع شرط لاتفاقية النقل هو بقاء القناة مفتوحة أمام شحن البضائع الأمريكية. حافظت الولايات المتحدة على علاقات طويلة الأمد مع الجنرال نورييغا، الذي عمل كعميل للمخابرات الأمريكية وقدم معلومات استخباراتية هامة إلى وكالة المخابرات المركزية الأمريكية منذ عام 1967، ومن ضمنها الفترة التي عمل خلالها بوش كرئيس للسي آي إيه (1976 – 1977).
تحيز نورييغا إلى جانب الولايات المتحدة بدلًا من الاتحاد السوفيتي في أمريكا الوسطى، خصوصًا في عمليات التخريب التي قام بها ضد قوات الحكومة الساندينية في نيكاراغوا، والثورات ضد مجموعة جبهة فارابوندو مارتي للتحرير الوطني في السلفادور. تلقى نورييغا أكثر من 100,000 دولار سنويًا منذ الستينيات وحتى الثمانينيات حين ازداد راتبه إلى 200,000 دولار في السنة. بالرغم من أنه عمل مع إدارة مكافحة المخدرات الأمريكية للحد من نقل شحنات المخدرات، كان معروفًا بقبول دعم مالي كبير من تجار المخدرات لأنه كان يسهل عملية غسيل الأموال العائدة عن تجارة المخدرات. وهكذا حصل تجار المخدرات على الحماية من إدارة مكافحة المخدرات من خلال نورييغا نظرًا لعلاقته المميزة بوكالة المخابرات المركزية.
في أواسط ثمانينيات القرن العشرين، بدأت العلاقات بين نورييغا والولايات المتحدة بالتدهور. في عام 1986 بدأ الرئيس الأمريكي رونالد ريغان مفاوضات مع الجنرال نورييغا طالبًا تنحي الزعيم البنمي بعد فضحه في صحيفة نيويورك تايمز من قبل سيمور هيرش، وإدانته فيما بعد فيما عرف باسم فضيحة إيران-كونترا. ضغط ريغان عليه مستخدمًا عدة إدانات متعلقة بالمخدرات في المحاكم الأمريكية، لكن نورييغا استخف بهذا التهديد ولم يرضخ لمطالب ريغان لأن قوانين تسليم المتهمين بين الولايات المتحدة وبنما كانت ضعيفة. في عام 1988، بدأ إليوت أبرامز وآخرون في البنتاغون بالعمل على إعلان غزو أمريكي، لكن ريغان رفض، ذلك بسبب العلاقات بين بوش ونورييغا من خلال المراكز السابقة التي شغلها في السي آي إيه وفرقة مكافحة المخدرات، بالإضافة إلى التأثير السلبي الذي قد يشكله هذا الأمر على حملة بوش الرئاسية. تضمنت المفاوضات اللاحقة إسقاط تهم تجارة المخدرات.
في مارس من عام 1988، قاومت قوات نورييغا محاولة انقلاب ضد حكومة بنما. مع بدء تدهور العلاقات، بدا أن نورييغا بدأ بتحويل ولائه في الحرب الباردة إلى جانب المعسكر الاشتراكي، متقربًا من كوبا ونيكاراغوا وليبيا وحاصلًا على المساعدات العسكرية من هذه الدول. بدأ واضعو الخطط العسكرية في الولايات المتحدة الأمريكية بالتحضير ووضع خطط محتملة لاحتلال بنما.
في مايو عام 1989 وخلال الانتخابات الرئاسية البنمية، أحصى تحالف من الأحزاب المعارضة لدكتاتورية نورييغا نتائج أوراق الاقتراع قبل أن تُرسل إلى مراكز المقاطعات. أظهرت نتائجهم أن مرشحم غييرمو إندارا تفوق على كارلوس دوك مرشح التحالف المناصر لنورييغا بنسبة 3 إلى 1 تقريبًا. هوجم إندارا في اليوم التالي في موكبه من قبل مناصري نورييغا. أعلن نورييغا إلغاء نتائج الانتخابات وبقي في السلطة بالقوة ما أفقده شعبيته بين سكان بنما. أصرت حكومة نورييغا على أنها ربحت الانتخابات الرئاسية وأن هذه المخالفات كانت من طرف المرشحين المعارضين المدعومين أمريكيًا. دعا بوش نورييغا إلى الاستجابة لطلب الشعب البنمي. عززت الولايات المتحدة تحصين منطقة القناة، ورفعت وتيرة التمارين العسكرية والنشاطات الأخرى الهادفة إلى زيادة الضغط على نورييغا.
في أكتوبر عام 1989، أحبط نورييغا محاولة انقلاب ثانية أجراها أعضاء من قوات الدفاع البنمية بقيادة مويسيس غيرولدي وازداد الضغط على بوش. أعلن بوش أن الولايات المتحدة لن تتفاوض مع تاجر مخدرات وأنكر المعرفة بتاريخ نورييغا في تجارة المخدرات قبل إدانته في فبراير عام 1988. بالرغم من أن بوش التقى نورييغا في فترة السي آي إيه وكان رئيس وحدة مكافحة المخدرات عندما كان نائبًا للرئيس. في الخامس عشر من ديسمبر، أعلن المجلس البنمي العام قرارًا يقضي بوجود حالة حرب بين بنما والولايات المتحدة الأمريكية.
في اليوم التالي، أوقف أربعة أفراد من الجيش الأمريكي على حاجز نحو الساعة التاسعة مساء خارج مركز لقوات الدفاع البنمية في حي إل كوريو في مدينة بنما سيتي. ترك نقيب المارينز ريتشارد إي. هاديد وملازم البحرية مايكل جاي. ويلسون ونقيب الجيش باري إل. رينووتر والملازم أول في المارينز روبرت باز قاعدة فورت كلايتون العسكرية وكانوا في طريقهم إلى العشاء في فندق ماريوت وسط مدينة بنما سيتي. ذكرت وزارة الدفاع الأمريكية أن الجنود كانوا غير مسلحين ويركبون سيارة خاصة ولم يحاولوا الهرب إلا بعد محاصرة السيارة بحشد غاضب من المدنيين وأفراد قوات الدفاع البنمية. أكدت قوات الدفاع البنمية فيما بعد أن الأمريكيين كانوا مسلحين وأنهم كانوا يجرون مهمة استطلاعية.
أطلقت قوات الدفاع البنمية النار ما أدى إلى إصابة الملازم باز بجروح قاتلة نتيجة رصاصة أصابت السيارة من الخلف وأصابته في الظهر. أصيب النقيب هاديد سائق السيارة أيضًا في ساقه. أسرع الجنود بباز إلى مشفى غورغاس العسكري لكنه مات متأثرًا بجروحه. تلقى باز وسام القلب الأرجواني بعد وفاته. تبعًا للمصادر العسكرية الأمريكية، شهد ضابط في البحرية الأمريكية هذه الحادثة برفقة زوجته وأُلقي القبض عليهما من قبل جنود قوات الدفاع البنمية. عندما كانا في قبضة الشرطة، اعتدى عليهما عناصر قوات الدفاع بالضرب. أمضى ضابط البحرية بعدها أسبوعين في المشفى نتيجة هذا الاعتداء. هدد جنود قوات الدفاع البنمية زوجة الضابط جنسيًا. في اليوم التالي، أعلن الرئيس الأمريكي بوش عن بدء عملية غزو بنما، وحدد الجيش ساعة الهجوم في الساعة الواحدة ليلًا في العشرين من ديسمبر.

## تبرير الولايات المتحدة للغزو
أصدر الرئيس الأمريكي جورج بوش الأب التبرير الرسمي الأمريكي للغزو في صباح العشرين من ديسمبر عام 1989، بعد عدة ساعات من بدء العملية. ذكر بوش أربعة أسباب للغزو:
- حماية أرواح المواطنين الأمريكيين في بنما. ذكر بوش في بيانه أن نورييغا كان قد أعلن عن وجود حالة حرب بين الولايات المتحدة وبنما وأنه هدد حياة المواطنين الأمريكيين في بنما والذين يقدر عددهم بنحو 35,000 مواطن. كما أن عدة اشتباكات كانت قد حدثت في السابق بين القوات البنمية والأمريكية، وأسفرت عن مقتل جندي أمريكي قبل عدة أيام.

- الدفاع عن الديمقراطية وحقوق الإنسان في بنما.
- محاربة تجارة المخدرات، إذ إن بنما أصبحت مركزًا لغسيل الأموال ونقطة انطلاق لتهريب المخدرات إلى الولايات المتحدة وأوروبا.
- صيانة اتفاقيات توريخوس-كارتر، إذ ادعى عدد من أعضاء الكونغرس الأمريكي وآخرون في الإدارة الأمريكية أن نورييغا هدد حيادية قناة بنما وأن الولايات المتحدة تمتلك حق التدخل العسكري لحماية القناة حسب بنود الاتفاقيات.

صدرت الأوامر إلى القوات العسكرية الأمريكية ببدء المناورات والعمل ضمن حدود اتفاقيات توريخوس-كارتر، مثل تجاهل حواجز قوات الدفاع البنمية وإجراء العمليات العسكرية من «المجموعة الثالثة» بإشعار مسبق قصير على الأهداف  الحساسة أمنيًا بهدف استفزاز جنود قوات الدفاع البنمية. أعدت القيادة الجنوبية للجيش الأمريكي لائحة من الاعتداءات على الجنود والمدنيين الأمريكيين من قبل قوات الدفاع البنمية في حين كانت الأوامر القاضية باستفزاز هذه القوات قد صدرت.
أما بالنسبة لإعلان المجلس التشريعي البنمي بوجود حالة حرب بين الولايات المتحدة وبنما، أصر نورييغا أن هذا البيان أشار إلى أن حالة حرب مدارة من قبل الولايات المتحدة ضد بنما، مدعيًا أن هذه الحرب تمت من خلال العقوبات الاقتصادية الجائرة والمناورات العسكرية الاستفزازية (عمليتا العاصفة الأرجوانية وبرغوث الرمال) التي كانت ممنوعة تبعًا لبنود اتفاقيات توريخوس-كارتر. كانت الولايات المتحدة قد غضت البصر عن انخراط نورييغا في العمل بتجارة المخدرات منذ السبعينيات. لاحقًا حُدد نورييغا علنيًا باعتباره متهمًا بالتدخل المباشر في عمليات تجارة المخدرات بسبب المعرفة الواسعة بانخراطه في غسيل الأموال وعمليات تجارة المخدرات والاغتيالات السياسية وانتهاكات حقوق الإنسان.
قدمت أسباب بوش الأربعة للغزو تبريرًا كافيًا للوصول إلى موافقة في الكونغرس من قبل كلا الحزبين ودعم لهذا الغزو. لكن السرية قبل البدء بالعملية، بالإضافة إلى سرعة الغزو بحد ذاته ونجاحه والدعم الشعبي الكبير له (موافقة شعبية بنسبة 80%) لم تسمح للديمقراطيين بالاعتراض على قرار بوش باستخدام القوة العسكرية. تظهر دراسة معاصرة أن بوش قرر الغزو بأسباب سياسية محلية، مشيرة إلى محاكمة إستراتيجية مرهبة للولايات المتحدة بغزو البلاد والانسحاب بشكل مباشر دون تثبيت البنية القادرة على تحقيق الأهداف والمصالح التي استخدمها بوش لتبرير الغزو.